# 桔色乳玉螺
桔色乳玉螺:162（学名：Polinices aurantius），又名黄金玉螺，是一個捕食性海螺的物種，屬於玉螺科乳玉螺属:162的一種海洋腹足綱軟體動物。

## 型態描述
殼高約2.7公分，貝殼卵形而呈黃橙色，甚有光澤，殼頂及殼底白色。如同其他同屬乳玉螺亞科的物種，本物種的臍孔完全被其殻口的內唇滑層遮蓋。

## 分佈
本物種見於台灣海峽、菲律賓、印度尼西亚，也見於印度洋的馬達加斯加。
常栖息在浅海海底。

## 外部連結
- Kabat, A.R. . Zoologische Mededelingen. 2000, 73 (25): 345–380  [2018-05-01]. （原始内容存档于2017-10-08） （英语）.